# 계피

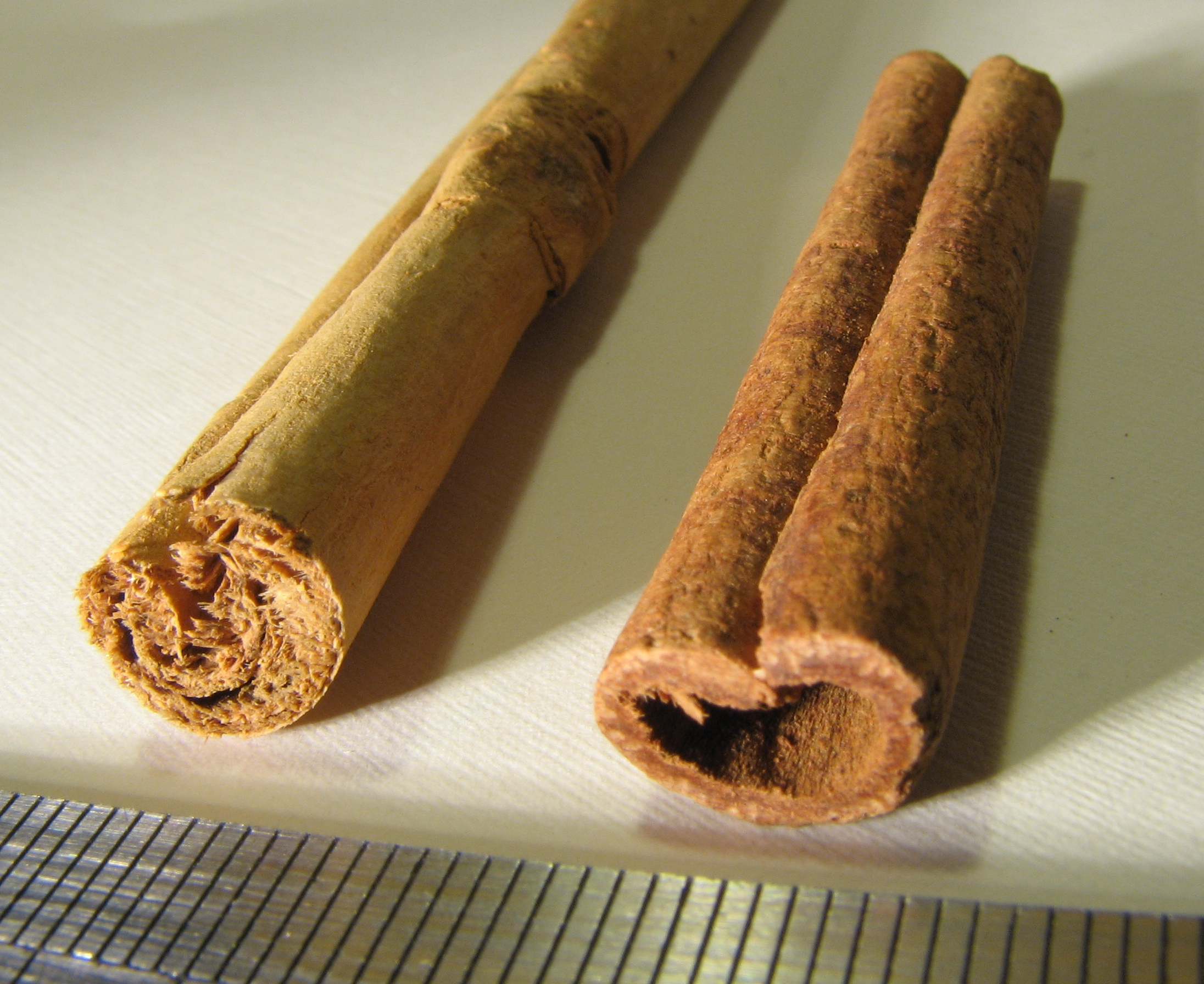
진피(왼쪽)와 인도네시아 계피(오른쪽)

계피(桂皮) 또는 시나몬(cinnamon)는 녹나무속(Cinnamomum) 중 몇 종의 나무껍질에서 나오는 향신료이다. 조미료나 향신료, 생약 등으로 사용한다.

## 개요
계피에는 주로 다음 종이 쓰인다.
- 육계나무(Cinnamomum cassia, 중국)
- 로우레이로이녹나무(Cinnamomum loureiroi, 베트남)
- 실론계피나무(Cinnamomum verum, 스리랑카)
- Cinnamomum burmannii, 인도네시아

## 역사
원산지는 중국 남부의 베트남 근처로 추측되며, 스리랑카, 인도, 브라질, 자메이카, 마다가스카르 등지의 열대 각지에서 폭넓게 재배된다.
세계에서 가장 오래된 향신료 중 하나로 기원전 4000년 경부터 이집트에서 미라의 방부제로 사용되기도 했다. 또한 기원전 6세기 무렵에 쓰여진 에제키엘서나 고대 그리스의 시인 사포가 쓴 시에도 계피가 사용되고 있었다는 것을 보여주는 묘사가 있다.
중국에서는 후한 시대(25년~220년)에 쓴 약학 서적 《신농본초경(神農本草経)》에 처음 설명이 되어 있다.

## 쓰임새

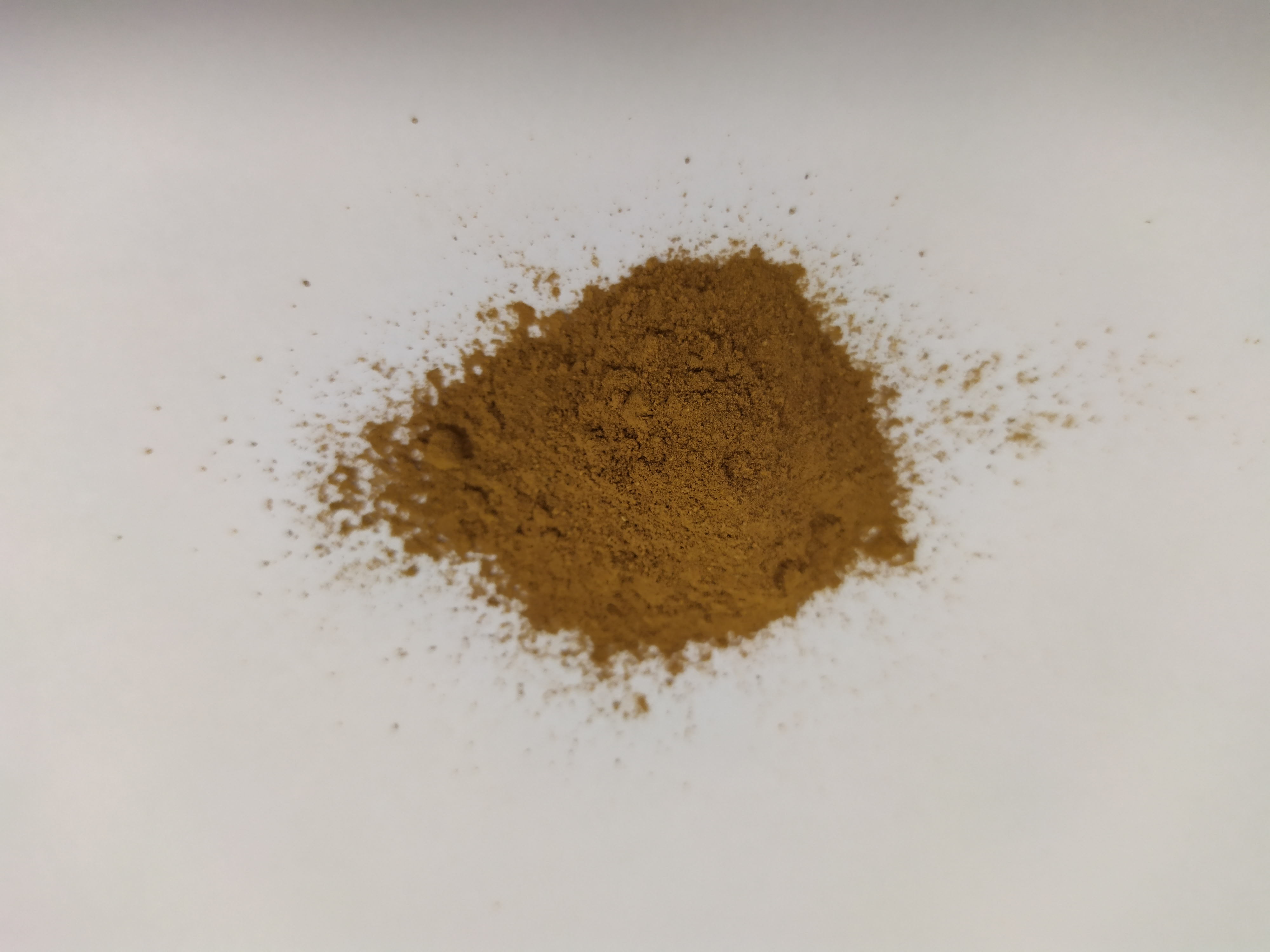
계피가루

한국에서는 당과류, 향료, 약재의 원료로 쓰인다. 요리할 때 많이 쓰이며, 한방에서는 땀이 나게 하고 식은땀을 거두어 들이는 데 쓰인다. 풍습성(風濕性)으로 인한 사지마비와 동통을 그치게 하고, 허리나 무릎이 차고 시리면서 아픈 신경통과 관절 질환에도 널리 응용된다. 민간요법으로 방충제로도 쓰인다.

### 한약재
허준의 동의보감에 계피는 몹시 열이 많이 나고, 달고, 매우며, 독이 조금 있다고 그 성질을 표현한다. 동의보감에 있는 계피의 효능으로는 속을 따뜻하게 하고, 혈맥을 잘 통하게 하고, 간이나 폐의 기를 고르게 하며, 곽란으로 쥐가 나는 것을 낫게 한다. 온갖 약기운을 고루 잘 퍼지게 하면서도 부작용을 나타내지 않고 유산 시킬 수 있는 약재로 소개되어 있다. 남방에서 나며, 음력 3월, 4월에 수유와 같이 꽃이 피고, 음력 9월에 열매가 익으며, 음력 2월, 8월, 10월에 겉껍질을 긁어버리고, 껍질을 벗겨 그늘에 말린다고 약재 가공법을 소개하고 있다.
동의보감에 소개된 가공식품으로는 계피차와 생강계피차가 있으며, 각각의 효능은 다음과 같다. 계피차는 자양강장, 흥분, 발한, 해열, 진통, 건위 정강의 작용이 있으며, 특히 몸이 허하고 추위를 타는 경우 땀을 내주는 효능을 한다. 생강계피차는 허약체질로 인해 추위를 많이 타는 사람에게 효과적이며, 겨울철 감기 기운이 있거나 몸에 오한이 날 때 따근하게 끓여 마신다. 또한 구역질이 나거나 입맛이 변했을 때도 효과적이다.

### 향신료
식빵이나 커피, 떡 등과 매운탕 등에 들어간다. 주로 가루 형태로 쓰인다.
후추, 정향과 함께 아주 오래전인 약 4,000여 년 전부터 사랑 받아온 향신료라고 알려져 있다. 상쾌한 청량감과 방향, 단맛이 있어 다양한 요리에 쓰이는데 계피나무 껍질은 뜨거운 음료, 피클, 과일절임 등에 사용되고 계피가루는 베이킹에 자주 사용된다.

## 방충제
민간요법으로 모기를 퇴치하는 데 쓰인다.

## 영양물 정보
대한민국 식품의약품안전처 기준, 계피가루 100 g의 영양성분
- 열량 : 311 kcal
- 지방 : 1.80 g
- 탄수화물 : 79.50 g
- 단백질 : 4.90 g
- 수분 : 9.50 g

미국 농무부(USDA) 기준, 계피가루 10 g (약 2.1 ts)의 영양성분
- 열량 : 24.7 kcal (103.4 kJ)
- 지방 : 0.12 g
- 탄수화물 : 8.06 g (섬유소 5.31 g, 당분 0.2 g)
- 단백질 : 0.4 g
- 수분 : 1.06 g

## 같이 보기
- 허브 및 향신료 목록